# Сан-Еміліано (Леон)
Сан-Еміліано (ісп. San Emiliano) — муніципалітет в Іспанії, у складі автономної спільноти Кастилія-і-Леон, у провінції Леон. Населення — 656 осіб (2010).
Муніципалітет розташований на відстані близько 340 км на північний захід від Мадрида, 55 км на північний захід від Леона.
На території муніципалітету розташовані такі населені пункти: (дані про населення за 2010 рік)
- Кандемуела: 26 осіб
- Коспедаль: 28 осіб
- Хенестоса: 35 осіб
- Ла-Махуа: 73 особи
- Пінос: 45 осіб
- Ріолаго: 41 особа
- Робледо-де-Бабія: 31 особа
- Сан-Еміліано: 82 особи
- Торребарріо: 140 осіб
- Торрестіо: 43 особи
- Труебано: 20 осіб
- Вільяфеліс-де-Бабія: 45 осіб
- Вільяргусан: 20 осіб
- Вільясесіно: 27 осіб

## Демографія
Динаміка населення (INE ):